# Mijnongeval in Copiapó
Op 5 augustus 2010 gebeurde een ernstig ongeval in de mijn van San José bij Copiapó in Chili. Het dak van de koper-goudmijn begaf het, en 33 mijnwerkers werden hierdoor in de mijn opgesloten.
De mijn ligt op 45 km ten noorden van Copiapó. De mijnwerkers zaten ongeveer 700 meter diep en ongeveer 5 km van de ingang van de mijn. 
Op 22 augustus (17 dagen na de ramp) bereikte men met een boring een plaats op 20 meter van de mijnwerkers. Deze schreven snel enkele berichten, die ze met plakband aan de boorkop bevestigden. De reddingswerkers waren verrast toen ze de berichten zagen, die hen lieten weten dat de mijnwerkers nog in leven waren. Via de smalle schacht konden camera's beelden maken van de mijnwerkers, en kon voedsel en drank doorgegeven worden.
Op 23 augustus kon men praten met de mijnwerkers. Ze meldden weinig medische problemen.

## Redding
Men schatte begin september dat de redding nog drie tot vier maanden zou duren. Op 9 oktober kondigde Jaime Mañalich, Minister van Gezondheid, echter aan dat de redding al op 12 oktober zou kunnen beginnen. Hierbij werd gebruikgemaakt van een smalle capsule die in de meer dan 600 meter diep geboorde schacht als een lift op en neer ging en waarbij telkens één man kon worden opgehaald.
Op 12 oktober begon de reddingspoging van de mijnwerkers. Na zes uren kwam de eerste mijnwerker boven de grond, onder luid applaus van de aanwezigen. Op 14 oktober waren alle mijnwerkers weer bovengronds, net als de zes reddingwerkers die eerder waren afgedaald om de mijnwerkers bij te staan bij de reddingsactie.De mijnwèrkers verklaarden dat ze gedurende hun verblijf in de mijn op een vast tijdstip samen hadden gebeden tot God, en dat niemand in de lift naar boven stapte zonder eerst God gedankt te hebben voor hun redding.
De totale kosten van de reddingsoperatie werden geschat op zo'n 20 miljoen dollar. Deze kosten liggen hoger dan het budget van de eigenaar van de mijn: de San Esteban Primera. Een kwart van de kosten wordt dan ook gedekt door private giften en het overige door de Chileense overheid en de staatsmijnmaatschappij Codelco.

## Nasleep
Er werd een gerechtelijk onderzoek ingesteld naar de oorzaak van de ramp. Op 1 augustus 2013 deelde het Openbaar Ministerie mee dat er niet genoeg bewijs was om een rechtszaak te beginnen tegen toezichthouders of de eigenaar van de mijn, en dat er zodoende niemand aansprakelijk kon worden gesteld voor het ongeluk. Dit leidde tot hevige verontwaardiging bij de overlevenden.
De mijnwerkers gingen in hoger beroep en in 2023 werden ze alsnog in het gelijk gesteld door het hooggerechtshof. De 31 mijnwerkers die de rechtszaak hadden aangespannen kregen elk $48.000.